# Rohr (Argóvia)
Rohr foi uma comuna da Suíça, no Cantão Argóvia, com cerca de 2 761 habitantes. Estendia-se por uma área de 3,40 km², de densidade populacional de 812 hab/km². Confinava com as seguintes comunas: Aarau, Auenstein, Biberstein, Buchs, Küttigen, Rupperswil.
A língua oficial nesta comuna era o Alemão.

## História
Em 1 de janeiro de 2010, passou a formar parte da comuna de Aarau.